# Plano, Kentucky
Plano är en ort i Warren County i delstaten Kentucky, USA.